# Onorio II (antipapa)
Pietro Cadalo (presso Sabbion di Cologna Veneta, 1010 circa – Parma, 1072) è stato un vescovo cattolico italiano, antipapa col nome di Onorio II dal 1061 al 1064.

## Biografia
Nato a Sabbion di Cologna Veneta, nei pressi di Verona, da una nobile famiglia di probabile origine tedesca, ricoprì la carica di cancelliere dell'Impero sotto Enrico III e fu vescovo prima di Naumburg e poi di Parma.
Alla morte di papa Niccolò II, l'imperatrice Agnese di Poitou, reggente dell'Impero durante la minore età del figlio Enrico, ricevette una delegazione della nobiltà romana che le chiese di nominare un pontefice ad essa gradito, in particolare contrario alla Riforma gregoriana, sostenuta in questo anche da una delegazione di vescovi lombardi. Agnese fece convocare un sinodo a Basilea il quale, il 28 ottobre 1061, elesse Cadalo al papato col nome di Onorio II, per opporlo al nuovo pontefice, Alessandro II, eletto il 30 settembre dello stesso anno.
Per essere consacrato, comunque, Onorio dovette recarsi a Roma accompagnato da una scorta armata. In vicinanza della città, il 14 aprile 1062 le sue truppe si scontrarono con quelle di Alessandro II riuscendo ad avere la meglio e ad impossessarsi del Vaticano e di San Pietro. Pochi giorni dopo Onorio dovette però abbandonare di nuovo la città alla ricerca di rinforzi per poter far fronte al probabile arrivo dei Normanni.
Nel frattempo Goffredo I duca di Toscana si propose come mediatore tra le fazioni, inducendo entrambi i contendenti ad allontanarsi da Roma in attesa che la questione della legittimità delle elezioni venisse risolta dal parlamento di Augusta. In Germania, però, era in atto la "Congiura dei Principi" guidata dall'arcivescovo di Colonia Annone, che aveva esautorato dalla reggenza l'imperatrice Agnese ed aveva preso sotto la propria tutela il giovane Enrico IV. Annone convocò il Parlamento e indisse l'istruttoria che venne eseguita da suo nipote, il  Burcardo II vescovo di Halberstadt, che dichiarò regolare l'elezione di Alessandro II. Quest'ultimo, senza nemmeno attendere il pronunciamento definitivo del Parlamento, s'insediò a Roma e ricompensò Burcardo con il titolo di arcivescovo e Annone con il cancellierato della Chiesa di Roma.
Onorio reagì dalla sua sede di Parma scomunicando a sua volta Alessandro e, raccolte altre truppe, si diresse di nuovo verso Roma. Alessandro si asserragliò nel palazzo del Laterano difeso da truppe normanne. Nel frattempo un sinodo convocato a Mantova il 31 maggio 1064 da Annone, dopo il rifiuto di Onorio a parteciparvi, riconobbe ancora come papa legittimo Alessandro II e scomunicò Onorio, che dovette quindi tornare a Parma, dove si ritirò fino alla morte avvenuta all'inizio del 1072, non rinunciando mai però formalmente alla sua carica.

## Genealogia episcopale
La genealogia episcopale è:
- Arcivescovo Adalberto
- Arcivescovo Giselher
- Vescovo Hildeward
- Arcivescovo Humfried
- Antipapa Onorio II